# Tito Sextio Cornelio Africano
Tito Sextio Cornelio Africano  fue un senador romano que desarrolló su cursus honorum a finales del siglo I y comienzos del II, bajo los imperios de Domiciano, Nerva y Trajano.

## Carrera pública
Hijo de Tito Sextio Magio Laterano, consul ordinarius en 94, bajo Domiciano, su único cargo conocido es de consul ordinarius en 112 bajo Trajano.
Su hijo fue Tito Sextio Laterano, consul ordinarius en 154, bajo Antonino Pío, mientras que su nieto Tito Sextio Magio Laterano desempeñó también el consulado en 197, bajo Septimio Severo.